# Ovacık (Tunceli)
Ovacık (en zazaki, Pulur) est une ville et un district de la province de Tunceli dans la région de l'Anatolie orientale en Turquie.

## Mairie
Le 8 juin 2013, le maire CHP Mustafa Sarigül change de parti politique. Il se range aux côtés du Parti de la Démocratie et de la Paix BDP. Le dimanche 30 mars 2014 lors des élections municipales turques, la ville élit Fatih Mehmet Maçoğlu, le premier maire de l'histoire du Parti communiste de Turquie. Lors des élections suivantes, la ville est reprise par Mustafa Sarıgül du Parti républicain du peuple (CHP).